# Vukelići (pleme)
Vukelići su bunjevačka obitelj koja se u 17. stoljeću doselila u Lič i Mrkopalj iz Dalmacije.[nedostaje izvor] Poslije su se raselili u Primorje (Alan i Krmpote) i Podgorje (Biljevine i Volarice kod Svetog Jurja). Prvi se put spominju u povijesnim dokumentima 1627. godine u selu Liču (Gorski kotar), gdje su se doselile dvije obitelji.

## Povijesni dokumenti
U Ogulinsko - modruškoj udolini spominje se u ispravi Vuka Krste Frankopana iz
• 1630. godine građanin Grubiša Vukelić,
Popis vojnika iz 1699. godine u Oštarijama bilježi Tomu Vukelića.
Postoje dvije veće rodovske zajednice ovoga prezimena koje su nesrodne, a to su:
• Vukelići Bunjevci, nastanjeni u senjskom zaleđu (Alan, Jablanac i Krasno) i
• pravoslavni Vlasi, koji su se naselili u Plašćanskom polju (Zebić, Latin, Plaški), u Drežničkom polju (Trbovići, Gornja Drežnica), te na Kordunu (Tobolić).
Još u 19. stoljeću Vukelići su se iseljavali u SAD i druge prekomorske zemlje, a prvi iseljenik bio je Franjo Vukelić, rođen 1862. godine, koji se iselio 1896. godine.

## Poznate osobe
Miroslav Vukelić Mesalov, pseudonim Zyr Xapula, rođen je 1851. godine u Karlobagu, a živio je u Senju. Otac je hrvatskog zagonetaštva.
Zvonimir Vukelić (1876. - 1947.) novinar, književnik i humorist.
Lavoslav Vukelić, rođen 20. ožujka 1840. godine u Gornjem Kosinju, a umro 26. ožujka 1879. godine u Sv. Križu kod Začretja, bio je pjesnik. Navodno da je autor pjesme Vilo Velebita.
U Senju je završio osnovnu i srednju školu, u Beču upravni tečaj za Vojnu krajinu, te službovao u Lici kao časnik u mnogim mjestima. Napisao je ukupno 79 pjesama i pet crtica iz krajiškog života. Bude Budisavljević sabrao je sva njegova djela i objavio u knjižici pod naslovom Književno cvijeće Lavoslava Vukelića. Pred kraj života kao časnik je premješten u Sveti Križ Začretje gdje je imenovan za podžupanova tajnika.
Petar Vukelić, visoki časnik iz Ličke pješačke pukovnije i zastupnik u Hrvatskome saboru s područja Ličke graničarske pješačke pukovnije neposredno prije razvojačenja Vojne krajine i njezina pripajanja banskoj Hrvatskoj. U Hrvatskome saboru zdušno se zalagao za ukidanje omražene Vojne krajine koja je sprečavala gospodarski razvoj Like, Gacke i Krbave.
Vlatka Vukelić, hrvatska povjesničarka
Petra Vukelić, hrvatska filmska, televizijska i kazališna glumica

## Grb
Kralj Karlo VI. u Beču, 31. kolovoza 1714. godine dodjeljuje plemstvo i grb Jeronimu Vukeliću i njegovoj braći Jurju, Eliasu, Pavlu i Petru za osobite zasluge i revno snu službu u obrani granica Habsburškog Carstva.
Hrvatski tiskani prijevod grbovnice o dodjeli plemstva i grba Jeronimu Vukeliću i njegovoj braći i njihovim potomcima danas se nalazi u Pomorskome i povijesnome muzeju Hrvatskoga primorja u Rijeci.
Prevedeni prijepis grbovnice nalazi se na četiri stranice, a crvenkastom je uzicom uvezen u korice od istovjetnog papira.
Na naslovnici unutar secesijski ornamentiranog okvira nalazi se otisnuti pozlaćeni natpis s imenom kralja Karla VI. i obitelji Vukelić.